# Silvia Weissteiner
Silvia Weissteiner (ur. 13 lipca 1982 w Bolzano) – włoska lekkoatletka, specjalizująca się w biegach długodystansowych. 

## Największe osiągnięcia
| Rok  | Rodzaj zawodów               | Miasto     | Konkurencja    | Miejsce | Wynik    |
| ---- | ---------------------------- | ---------- | -------------- | ------- | -------- |
| 2005 | Igrzyska Śródziemnomorskie   | Almería    | bieg na 5000 m | 3.      | 15:28,50 |
| 2007 | Halowe mistrzostwa Europy    | Birmingham | bieg na 3000 m | 3.      | 8:44,81  |
| 2009 | Drużynowe Mistrzostwa Europy | Leiria     | bieg na 5000 m | 2.      | 15:31,33 |
| 2009 | Igrzyska Śródziemnomorskie   | Pescara    | bieg na 5000 m | 3.      | 15:15,95 |
| 2013 | Igrzyska Śródziemnomorskie   | Mersin     | bieg na 5000 m | 2.      | 15:44,53 |

## Rekordy życiowe
- bieg na 3000 m (hala) – 8:44,81 (2007) rekord Włoch
- bieg na 5000 m – 15:02,65 (2007)